# Cour de réexamen des décisions civiles
La Cour de réexamen des décisions civiles, placée près de la Cour de cassation française, est chargée du réexamen d’une décision civile définitive rendue en matière d’état des personnes, qui peut être demandé au bénéfice de toute personne ayant été partie à l’instance et disposant d’un intérêt à le solliciter, lorsqu’il résulte d'un arrêt rendu par la Cour européenne des droits de l’Homme que cette décision a été prononcée en violation de la  Convention européenne de sauvegarde des droits de l'homme et du citoyen (CESDH) ou de ses protocoles additionnels, dès lors que, par sa nature et sa gravité, la violation constatée entraîne, pour cette personne, des conséquences dommageables auxquelles la satisfaction équitable accordée en application de l’article 41 de la même convention ne pourrait mettre un terme.
Elle a été créée en 2016.

## Composition
La Cour de réexamen des décisions civiles se compose de treize magistrats de la Cour de cassation, dont le doyen des présidents de chambre à la Cour de cassation. 

## Conditions de saisines
Au-delà des conditions de recevabilité de droit commun, le demandeur doit avoir été partie à l’instance et doit disposer d’un intérêt à présenter la demande de réexamen devant la Cour. 
La saisine de la Cour de réexamen des décisions civiles ne peut être effectuée que dans un délai d’un an à compter de la décision de la Cour européenne des droits de l’Homme déclarant la violation de la CESDH. 

## Domaine de compétence
La naissance de cette nouvelle Cour ouvre la possibilité d’élaborer une demande de réexamen d’une décision rendue par une juridiction civile en matière d’état des personnes, dont la Cour européenne des droits de l’Homme aurait jugé qu’elle était prononcée en violation de la Convention européenne de sauvegarde des droits de l’Homme et des libertés fondamentales ou de ses protocoles additionnels. 
Le réexamen de la décision ne pourra être ordonné que lorsque « par sa nature et sa gravité, la violation constatée entraîne, pour cette personne, des conséquences dommageables auxquelles la satisfaction équitable accordée en application de l’article 41 de la même convention (CESDH) ne pourrait mettre un terme ». Un réexamen d’une décision de la Cour de cassation peut être demandé dans les mêmes conditions. 
En principe, seule la partie intéressée peut demander le réexamen. Toutefois, en cas de décès de la partie au litige, le conjoint, le partenaire lié au défunt par un pacte civil de solidarité, son concubin, ses parents, ses petits-enfants ou arrière-petits enfants ou ses légataires universels ou à titre universels peut exercer la demande.  

## Pouvoirs de la Cour de réexamen des décisions civiles
Si la demande est mal fondée alors la Cour peut rejeter la demande de réexamen par le biais d’une ordonnance motivée non susceptible de recours. 
Si la Cour estime que la demande est fondée, elle annule la décision civile objet de l’arrêt de la CEDH, sauf lorsqu’il est fait droit à une demande en réexamen du pourvoi du requérant. La Cour renvoie alors le requérant devant une juridiction de même ordre et de même degré, autre que celle qui a rendu la décision annulée. Toutefois, si le réexamen du pourvoi du requérant, dans des conditions conformes à la convention européenne de sauvegarde des droits de l'homme et des libertés fondamentales, est de nature à remédier à la violation constatée par la Cour européenne des droits de l'homme, elle renvoie le requérant devant l'assemblée plénière de la Cour de cassation.